# Sommerschafweide am Krähenberg
Die Sommerschafweide am Krähenberg ist ein vom Landratsamt Münsingen am 31. Mai 1955 durch Verordnung ausgewiesenes Landschaftsschutzgebiet auf dem Gebiet der Stadt Hayingen.

## Lage
Das 2,2 Hektar große Landschaftsschutzgebiet liegt etwa 1,5 Kilometer nördlich des Hayinger Stadtteils Münzdorf. Es gehört zum Naturraum Mittlere Flächenalb und liegt teils in der Entwicklungszone, teils in der Pflegezone des Biosphärengebiets Schwäbische Alb.
Geologisch stehen Dolomit-Formationen des Unteren Massenkalks des Oberjura an.

## Landschaftscharakter
Das Landschaftsschutzgebiet ist infolge der Nutzungsaufgabe durch Aufforstung und Sukzession heute weitgehend bewaldet. Im Südteil befinden sich noch mehrere offene Magerrasen und Wacholderheiden.